# Bit-Zamani

Mapa starożytnego Bliskiego Wschodu ok. 1000-800 p.n.e. z zaznaczonymi najważniejszymi aramejskimi i nowohetyckimi państewkami

Bit-Zamani – starożytne aramejskie państewko w północnej Mezopotamii, położone na północny wschód od gór Kasziari (współczesne Tur Abdin) i na północ od innego aramejskiego państewka Bit-Bahiani. Stolicą Bit-Zamani było miasto Amidu (w źródłach asyryjskich Amedi, współczesne Diyarbakir). 

## Historia
Po raz pierwszy Bit-Zamani wymieniane jest w asyryjskich tekstach z początku XIII wieku p.n.e. pochodzących z miasta Szibaniba (współczesne Tell Billa), w których wzmiankowany jest Aszur-kaszid, gubernator prowincji Bit-Zamani. Następnie Bit-Zamani pojawia się dopiero w asyryjskich źródłach z początku IX wieku p.n.e., z czasów panowania asyryjskiego króla Tukulti-Ninurty II (890-884 p.n.e.). Według nich król ten odnieść miał zwycięstwo nad Ammi-Ba'alem, królem Bit-Zamani, a następnie zawrzeć z nim traktat, w wyniku którego państewko Bit-Zamani stało się sprzymierzeńcem, a w rzeczywistości wasalem Asyrii. Ammi-Ba'al pozostał u władzy, ale od tego momentu musiał wspierać militarnie Tukulti-Ninurtę II w trakcie jego wypraw wojennych w rejon górnego Tygrysu przeciwko Hurytom i Urartyjczykom w kraju Nairi. Za rządów Aszur-nasir-apli II (883-859 p.n.e.), syna i następcy Tukulti-Ninurty II, Ammi-Ba'al został zamordowany w 879 roku p.n.e. w trakcie rebelii, która wyniosła na tron Bit-Zamani niejakiego Bur-Rammana. Spotkało się to z szybką reakcją Aszur-nasir-apli II, który najechał Bit-Zamani, zdławił rebelię i kazał stracić jej przywódcę. Król asyryjski sytuację w państewku uznał za opanowaną na tyle, że pozwolił zasiąść na tronie Bit-Zamani Ilanowi, bratu zabitego Bur-Rammana. Ten początkowo pozostał posłuszny królowi asyryjskiemu, ale później zbuntował się przeciw niemu, zmuszając Aszur-nasir-apli II do kolejnej wyprawy do Bit-Zamani w 866 roku p.n.e. Wynik tej wyprawy nie jest znany, ale wydaje się, iż Bit-Zamani pozostało wasalem Asyrii. W 856 roku p.n.e. Salmanu-aszared III (858-824 p.n.e.), syn i następca Aszur-nasir-apli II, w trakcie jednej ze swych wypraw wojennych zajął Bit-Zamani i dołączył terytorium tego państewka do jednej z asyryjskiej prowincji, zarządzanej przez swego naczelnego podczaszego (rab szake). W 830 roku p.n.e. Dajan-Aszur, naczelny dowódca wojsk Salmanu-aszareda III (turtannu), wyruszył z Bit-Zamani na zwycięską wyprawę wojenną przeciw Urartu, w trakcie której pokonał jego władcę Sarduri I. 
Utworzona przez Salmanu-aszareda III prowincja w regionie, w którym wcześniej znajdowało się państewko Bit-Zamani, znana była później pod różnymi nazwami, jako prowincja Bit-Zamani, prowincja Amedi, prowincja Nairi, prowincja Sinabu czy prowincja Tuszhan. I tak na przykład w końcu VII wieku p.n.e. jeden z asyryjskich urzędników limmu, Bel-iqbi, występuje w jednych źródłach jako gubernator prowincji Bit-Zamani, podczas gdy w innych jako gubernator prowincji Tuszhan.